# Виправна служба Намібії
Виправна служба Намібії — це тюремна адміністрація Намібії, яка діє як незалежна інституція з 2020 року та підпорядковується Міністерству внутрішніх справ, міграції та безпеки Намібії. Раніше відомство входило до складу Міністерства безпеки та охорони Намібії. 

## Структура
Штаб-квартира відомства знаходиться у Віндгуку, а оперативні органи розділені на Північ, схід, південь та захід. Крім контролю над виправними закладами, інституція також спеціалізується на інтеграції та реабілітації ув'язнених.

## Історія
Виправна служба Намібії була створена у 1990 році за законом 121 Конституції Намібії. Відповідно до розділу 122 конституції Намібії, інституцію очолює генеральний секретар, нині — Рафаель Хамуньєла.